# أيا كيتو
آيا كيتو (19 يوليو 1962 - 23 مايو 1988) هي فتاة يابانية أصيبت بمرض ضمور المخيخ، واشتهرت لكتابتها مذكِّرات عن مرضها نشرت باسم لتر من الدموع. كانت فتاة طبيعية حتى وصولها لسن الخامسة عشرة، عندما بدأت بملاحظة ان جسمها لم يكن كالسابق لم تستطع تقدير المسافات جيداً وكانت تتعثر كثيراً كانت أمها المستشاره الصحية قد لاحظت تلك الأعراض فتصر على أن تذهب للمستشفى لفحوصات لكنها كانت ترفض إلى أن سقطت واُصيبت فذهبت إلى المستشفى، ومن ثم اكتشفت أم أيا أنها مصابة بمرض مزمن لا علاج له في الوقت الحاضر اسمه ضمور المخيخ. وبدأت الأعراض بالوضوح على جسد أيا تدريجياً، حتى لم تعد قادرةً على المشي، وانتقلت إلى استعمال الكرسي المتحرك، كما لم تعد تستطيع الكتابة جيداً، وأصبحت تشعر بالاحتقان عندما تأكل. تدريجياً أصبحت طريحة الفراش، ثم بدأت بفقدان القدرة على الكلام حتى وصلت إلى سن الخامسة والعشرين عندما توفّيت. كانت تكتب مذكراتها يومياً وتساعد الكثيرين بكلماتها المشجعة، وقد نُشِرَت مذكراتها قبل وفاتها بعامين في رواية بعنوان لتر واحد من الدموع، وتم تصوير مسلسل دراما تلفزيوني مأخوذ عنها في سنة 2005.